# HD 153053
HD 153053 är en dubbelstjärna belägen i den mellersta delen av stjärnbilden Altaret. Den har en skenbar magnitud av ca 5,65 och är svagt synlig för blotta ögat där ljusföroreningar ej förekommer. Baserat på parallaxmätning inom Hipparcosuppdraget på ca 19,3 mas, beräknas den befinna sig på ett avstånd på ca 169 ljusår (ca 52 parsek) från solen. Den rör sig närmare solen med en heliocentrisk radialhastighet på ca -20 km/s.

## Egenskaper
Den ljusare stjärnan, HD 153053, är en vit till blå stjärna i huvudserien av spektralklass A5 IV-V, som kan vara på väg att utvecklas till en underjätte. Den har en massa som är ca 1,8 solmassor, en radie som är ca 2 solradier och har ca 12 gånger solens utstrålning av energi från dess fotosfär vid en genomsnittlig effektiv temperatur av ca 8 000 K. Stjärnan visar en förhöjd emission av infraröd strålning vilket anger att den omges av en stoftskiva. Skivan roterar kring stjärnan på ett avstånd av 49 AE från stjärnan.
Följeslagaren är en stjärna av 12:e magnituden som ligger separerad med 24,7 bågsekunder vid en positionsvinkel av 52°. Mest troligt är att de två är isolerade stjärnor som råkar ligga nära samma siktlinje från jorden.